# Yuji Aoki
Yūji Aoki (青木雄二, Aoki Yūji, nascut el 9 de juny de 1945 i mort el 5 de setembre de 2003) és un mangaka japonès que va nàixer en Fukuchiyama, Japó. Fou conegut per Naniwa Kin'yūdō (ナニワ金融道, lit. "The Way of the Osaka Loan Shark"), pel qual va guanyar en 1992 el Premi de Manga Kodansha per a manga general o adult i en 1998 el Tezuka Osamu Cultural Prize premi a l'excel·lència.
L'autor simpatitzava amb el marxisme, cosa que influí el contingut del seu debut: Naniwa Kinyudo, el qual és el seu manga més reconegut que va arribar a tindre dos adaptacions live-action en forma de sèrie televisiva (una el 1996 i una altra el 2007). Després d'aquesta obra l'autor volgué retirar-se però els seus seguidors li insistiren tant que continuà dibuixant manga. Altres mangues adaptats a sèries televisives live-action són: Kawachitare! el 2001 iTokujō Kabachi!! Kabachitare! 2 el 2010.
Takahiro Kochi fou el seu assistent.

## Obres
- 1990: Naniwa Kinyudo (publicat a la revista Weekly Morning)

Tracta sobre la vida de diverses persones des del punt de vista d'un usurer. L'obra tracta de respondre les preguntes que es realitzava l'autor, com "Què fan quan troben que els falta els diners?". L'usurer actua de manera implacable, arribant a incomplir la llei per a cobrar el deute.
- Kawachitare!, com a editor supervisor.[1]
- Shin Naniwa Kin'yudo[4]
- 1999: Tokujō Kabachi!! Kabachitare! 2, més tard continuat per Takashi Tajima i Takahiro Kochi (publicat a la revista Weekly Morning)[3]